# Vanavasi
Vanavasi è una suddivisione dell'India, classificata come town panchayat, di 6.749 abitanti, situata nel distretto di Salem, nello stato federato del Tamil Nadu. In base al numero di abitanti la città rientra nella classe V (da 5.000 a 9.999 persone).

## Geografia fisica
La città è situata a 11° 45' 41 N e 77° 52' 11 E.

## Società

### Evoluzione demografica
Al censimento del 2001 la popolazione di Vanavasi assommava a 6.749 persone, delle quali 3.487 maschi e 3.262 femmine. I bambini di età inferiore o uguale ai sei anni assommavano a 706, dei quali 383 maschi e 323 femmine. Infine, coloro che erano in grado di saper almeno leggere e scrivere erano 4.457, dei quali 2.553 maschi e 1.904 femmine.